# ヤクシマルリシジミ
ヤクシマルリシジミ（屋久島瑠璃小灰蝶、Acytolepis puspa）は、チョウ目（鱗翅目）シジミチョウ科ヒメシジミ亜科に分類される蝶の一種。

## 概要

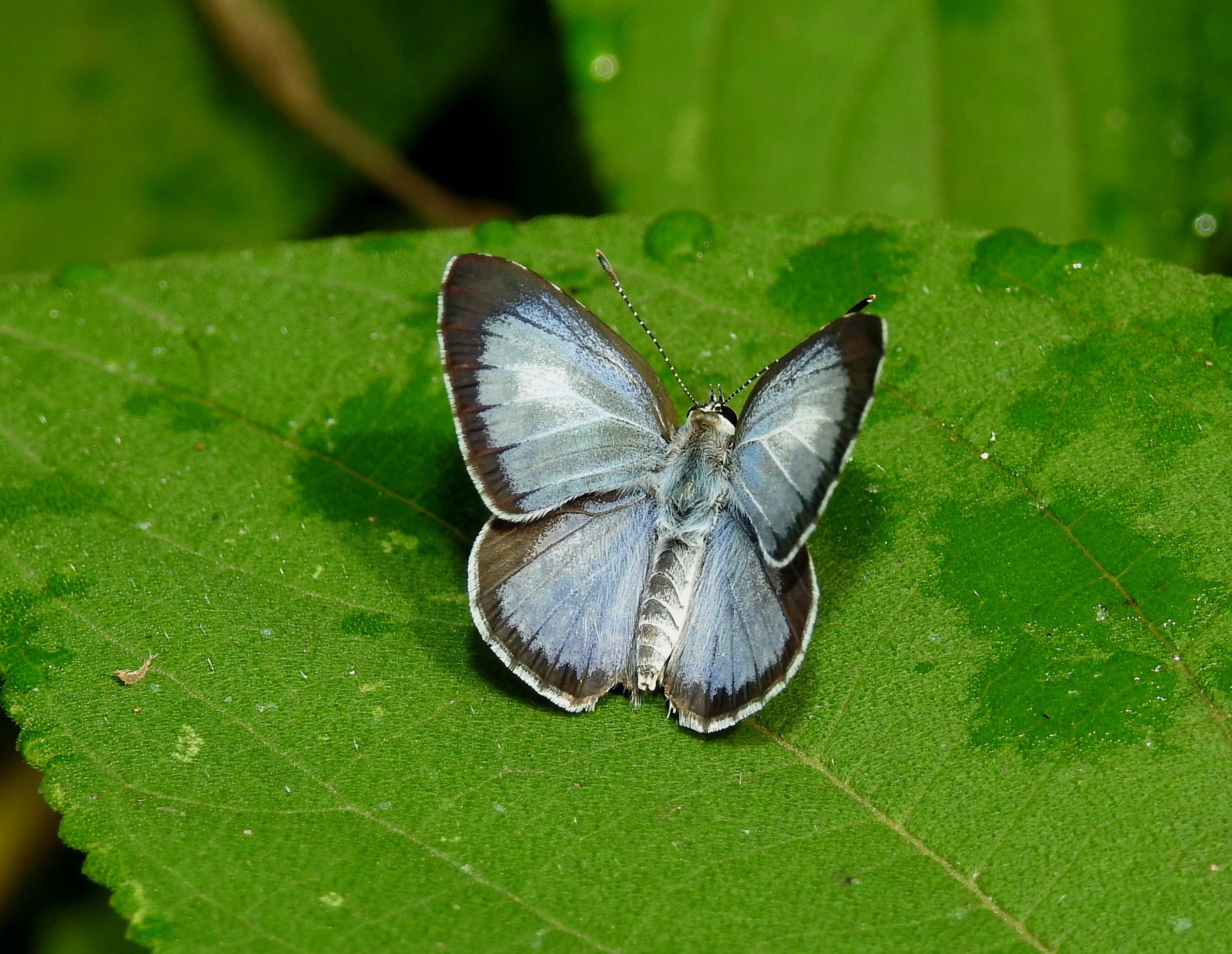
ヤクシマルリシジミ

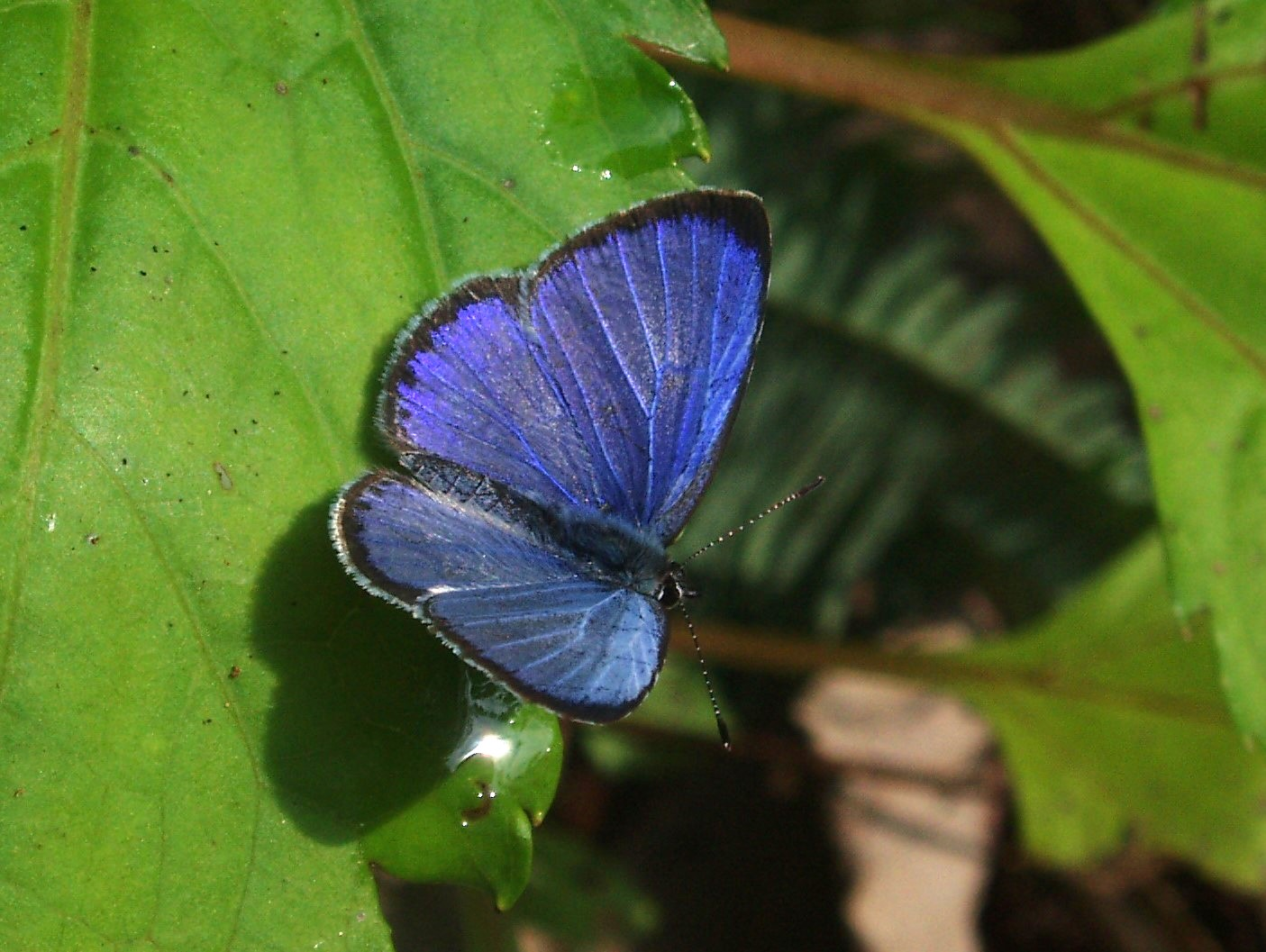
ヤクシマルリシジミ♂　奄美大島

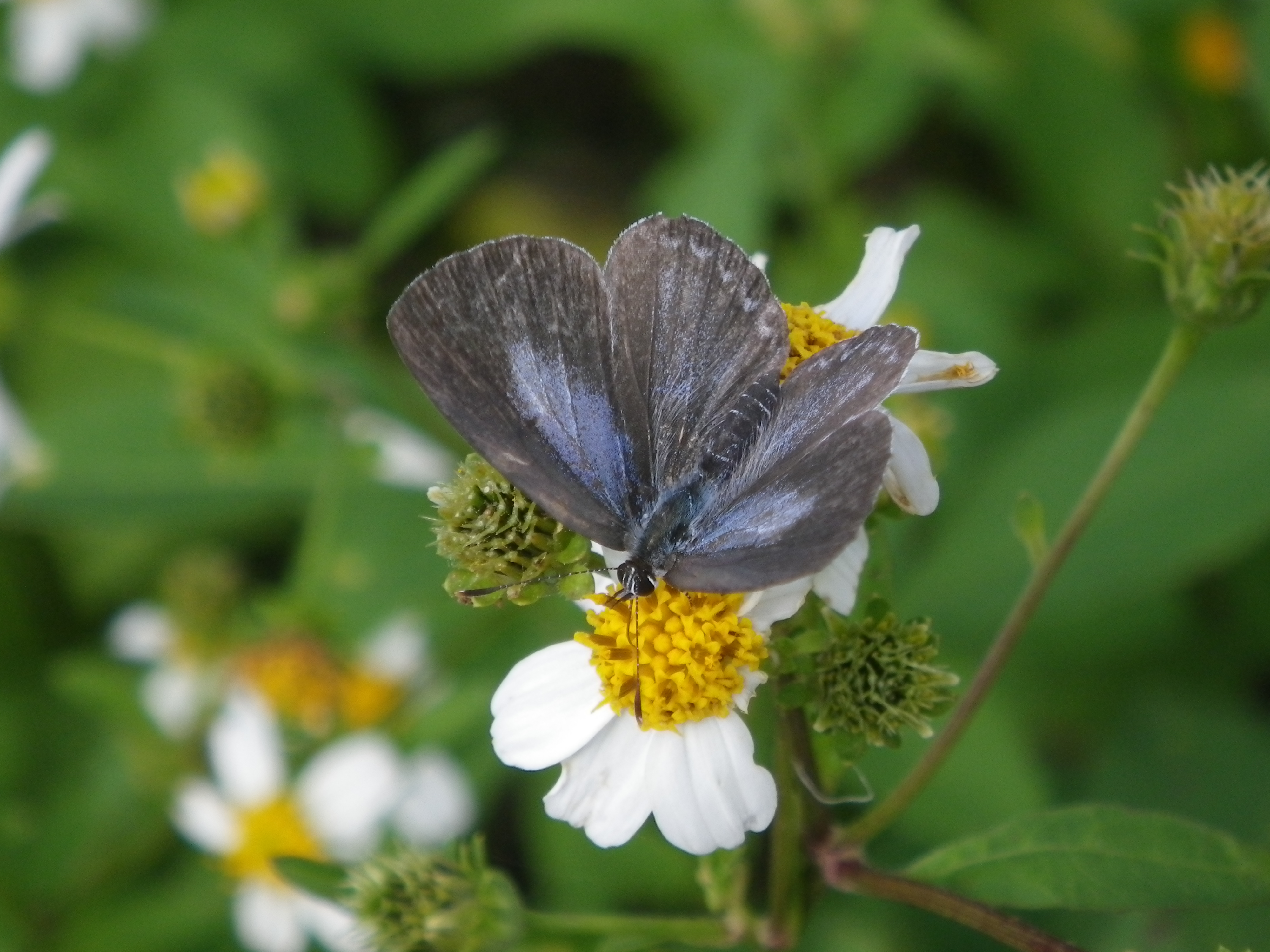
ヤクシマルリシジミ♀ 奄美大島

ルリシジミとよく似ている。また前翅最前縁の脈が中室端まで伸びるなどの差異がある。翅裏は一様な明灰色で、外周にそって黒点がならぶ。雄の翅表は構造色で青色に輝く。
幼虫の食草はノイバラ・テリハノイバラ・バクチノキ（バラ科）・イスノキ（マンサク科）。幼虫はつぼみや新芽を食べるので、親蝶はその付近に産卵する。
成虫は年4回ほど発生、越冬態は不定。冬以外はほぼいつでも見られる。花によく来るほか、湿地帯ではときに吸水集団をつくる。市街地の街路樹で発生することもある。

## 分布
関東以西の東海地方、紀伊半島、徳島県、九州と南西諸島に分布。国外では東洋区。